# بطريركية الأقباط الكاثوليك
بطريركية الاقباط الكاثوليك بالإسكندرية هي بطريركية الإقليم الكنسي الوحيد لكل مصر للكنيسة القبطية الكاثوليكية وهي ضمن الكنائس الكاثوليكية الشرقية، وهي كنيسة تنتمي للكنيسة الكاثوليكية وفي شركة كاملة مع الكرسي الرسولي، ولكنها تتبع الطقس السكندري في صلواتهاباللغة القبطية. طريرك الاقباط الكاثوليك هو البطريرك إبراهيم إسحاق سدراك، وبالتالي فهو رئيس جميع الأبرشيات القبطية، ومعظمها في مصر.
البطريركية بها اثنين من الكاتدرائيات الأثرية، إحداهما كاتدرائية القديسة العذراء مريم بمدينة نصر، القاهرة، والأخرى كاتدرائية القيامة في الإسكندرية.

## تاريخ
كان لها ثلاث بدايات للكنيسة الكاثوليكية في مصر.
- في عام 1741، إنشأ وكيل نيابة رسولي كاثوليكي في الإسكندرية للمسيحيين الأقباط الراغبين في الاتحاد مع الكرسي الرسولي.
- في 15 أغسطس 1824،إنشأ إنشاء كرسي بطريركي للإسكندرية على الأراضي المصرية، وانفصل عن النيابة الرسولية لسوريا ومصر والجزيرة العربية وقبرص.
- في 26 نوفمبر 1895 أعيدت بطريركية الإسكندرية الكاثوليكية وانفصلت عن نيابة مصر الرسولية.

في عام 1947 أعيدت بطريركية الإسكندرية الكاثوليكية بشكل نهائي.
لقد خسرت أراضٍ في مصر مرارًا وتكرارًا لتأسيس مطرانيات في الإسكندرية :
- في 17 ديسمبر 1982 أسست أبرشية الأقباط الكاثوليك بالإسماعيلية
- في 21 مارس 2003 أسست أبرشية الأقباط الكاثوليك بالجيزة.[1]

زار بطريركية الأقباط الكاثوليك كلا من البابا من البابا يوحنا بولس الثاني في فبراير 2000 و البابا فرنسيس في أبريل 2017.

## الترتيب الكنسي
يعتبر كرسي الإسكندرية البطريركي في المرتبة الثالثة بين جميع الأساقفة الكاثوليك في العالم (فقط بعد الكرسي الرسولي لروما وبطريرك القسطنطينية الكاثوليكي)، بحكم القانون الكنسي.

## الأبرشية
الأبرشيته هي أبرشية الأقباط الكاثوليك بالإسكندرية، والتي تحضع لبطريرك الاقباط الكاثوليك في الإسكندرية. ومع ذلك، يجوز له أن يعين أسقفًا مساعدًا للأبرشية، يختلف عن مساعدي البطريركية، كما كان الحال مع:
- يوحنا كابيس (7 يونيو 1958 - توفي في 28 يونيو 1985)، أسقف كليوباتريس الفخري (7 يونيو 1958 - 28 يونيو 1985).

طبقا لاحصائية عام 2014، خدمت بطريركية الأقباط الكاثوليك 35,865 كاثوليكيًا شرقيًا في 31 كنيسة مع 73 كاهنًا (41 كاهن أسقفي، 32 كاهن ديري)، 209 راهبًا علمانيًا (65 أخًا، 144 أخت) و 5 إكليريكيين.

## الأساقفة

### بطاركة الأقباط الكاثوليك في الإسكندرية ونوابهم الرسوليون
نواب الأقباط الكاثوليك الرسوليون
- أثناسيوس (1741-1744؟)
- جوستو مارغي (1744؟ - 1748)
- جاكوب سميش OFM (1748-1751) (جاك دي كريمسير)
- باولو دانجنوني (1751-1757)
- جوزيبي دي ساسيلو (1757-1761)
- روش أبو قدسي سابك دي غيرغا (1761-1778) ؛ (1781) ؛ (1783-1785)
- جيرفيه دورميل (1778-1781)
- جان فارارجي (1781-1783)
- بيشاي نصير (1785–1787)
- مايكل أنجلو باتشيلي دي تريكاريو (1787-1788)
- ماتيو ريجيت (1788–1822)
- ماكسيموس جويد (1822-1831) (حمل أيضًا لقب البطريرك ابتداءً من 1824)
- تيودور أبو كريم (1832–1855)
- أثناسيوس كيرياكوس خزام (1855-1864)
- أغابيوس بيشاي (1866–1876)
  - أنطون دي ماركو (1876-1887) (نائب رسولي زائر)
  - أنطون ناباد (1887-1889) (إقليم)
  - سيمون بارايا (1889-1892) (مؤقت)
  - أنطون قابس (1892–1895) (إقليمي)
- كيرلس مقار (1895-1899) (مسئول رسولي ونائب بطريركي، بطريرك ابتداءً من عام 1899)

بطاركة الأقباط الكاثوليك بالإسكندرية
تأسست البطريركية عام 1824 (بواسطة البابا لاون الثاني عشر)
- البطريرك ماكسيموس جويد، المعروف أيضًا باسم ماكسيموس جيفيد (15 أغسطس 1824 - توفي في 30 أغسطس 1831)، أسقف أوثينا الفخري (9 مارس 1824 - 15 أغسطس 1824)
- شاغر (1831-1899)
  - المدبر الرسولي تيودور أبو كريم (22 يونيو 1832 - توفي في 28 سبتمبر 1855)، أسقف عاليه الفخري (22 يونيو 1832 - 28 سبتمبر 1855)، لا يوجد سابق آخر
  - المسؤول الرسولي أثناسي خوزان (2 أكتوبر 1855 - توفي في 17 فبراير 1864)، أسقف مارونيا الفخري (2 أكتوبر 1855 - 17 فبراير 1864)
  - المدبر الرسولي إبراهيم أغابيوس بشاي النحال (27 فبراير 1866 - 1878)، أسقف كاروبوليس الفخري (27 فبراير 1866 - 20 فبراير 1887)
  - المدبر الرسولي كيرلس مقار (18 مارس 1895 - 19 يونيو 1899)، أسقف قيصرية بانياس (15 مارس 1895 - 19 يونيو 1899)
- البطريرك كيرلس مقار (1899–1908) (استقال)
- شاغر (1908-1947)
  - المدبر الرسولي مكسيموس صدفاوي (1908 - 13 يناير 1925)
  - المدبر الرسولي مرقس خزام (30 ديسمبر 1927 - 10 أغسطس 1947)
- البطريرك مرقس الثاني خزام (10 أغسطس 1947 - توفي في 2 فبراير 1958)
- البطريرك إسطفانوس الأول سيداروس (10 May 1958 - تقاعد 24 مايو 1986) (1965)، توفي 1987
  - النائب البطريركي: أثناسيوس أبادير (18 مايو 1976 - 17 ديسمبر 1982)، أسقف أبيا الفخري (18 مايو 1976 - 17 ديسمبر 1982) ؛ التالي أسقف الإسماعيلية (17 ديسمبر 1982 - توفي في 25 مايو 1992) [4]
- البطريرك إسطفانوس الثاني غطاس (23 يونيو 1986 - تقاعد في 30 مارس 2006) (كاردينال في 2001)، توفي عام 2009
  - الأسقف المساعد : يوحنا قلته (27 يوليو 1986 - 1997)، أسقف أندروبوليس الفخري (27 يوليو 1986 - حتى الآن) ؛ التالي أسقف الجيزة للأقباط (1997-2020).
  - الأسقف المساعد: أندراوس سلامة (1 نوفمبر 1988-1997)، أسقف المرج الفخري (1 نوفمبر 1988 - 21 مارس 2003) ؛ التالي أسقف الجيزة (21 مارس 2003 - توفي في 6 ديسمبر 2005)
- البطريرك أنطونيوس نجيب (7 أبريل 2006 - تقاعد في 15 يناير 2013) (كاردينال في 2010)
- البطريرك إبراهيم إسحاق سدراك (18 يناير 2013 - الآن)

### الأساقفة (نواب البطاركة)
- يوحنا قلته (1997-2022)
- أنطونيوس عزيز مينا (2002 - 2006) أسقف الجيزة[5]
- كمال فهيم عوض (بطرس) حنا (2006 - 2013)، عيّن أسقف المنيا
- هاني ناصيف واصف باخوم كيرلس (2019 -)[6]